# Hamate (filho de Canaã)
Hamate, ou Chamoti, em hebraico:  יתמח (pronuncia-se Chămâthîy), foi um dos filhos de Canaã, filho de Cam e, posteriormente, filho de Noé. Hamate significa "fortaleza" ou "cercado de ira".
Seus descendentes foram conhecidos como "hamateus", ou ainda, "hamatitas" e habitaram a antiga cidade de Hamate, atual cidade de Hama, na Síria.

## Narrativa bíblica
Os filhos de Noé foram Sem, Cam (ou Cão) e Jafé, e os filhos de Cam foram Cuxe, Mizraim, Pute e Canaã. Canaã teve como descendentes:Sidom e Hete,  os jebuseus, amorreus, girgaseus, heveus, arqueus, sineus, arvadeus, zemareus e hamateus; e depois se espalharam as famílias dos cananeus.
Canaã foi amaldiçoado por Noé porque Cam, seu pai, viu Noé nu, após Noé ter se embriagado; de acordo com a maldição, Canaã seria servo de Sem e de Jafé.

## Identificação
Os hamateus foram identificados como sendo da cidade de "Hamate", que é a atual cidade de Hama, na Síria, próxima das fontes do rio Orontes. Os hamateus aparentemente, moveram-se para o Chipre e nomearam uma cidade chamada Amathus. Dalí, uma parte da população foi para a região da Macedônia Central (chamada "Ematia" em tempos antigos). Uma cidade do mesmo nome poderia ser encontrada próxima do mar.